# La Coulonche
La Coulonche település Franciaországban, Orne megyében. Lakosainak száma 498 fő (2022. január 1.). La Coulonche Bellou-en-Houlme, Champsecret, La Ferrière-aux-Étangs, Le Ménil-de-Briouze és Les Monts-d'Andaine községekkel határos.

## Népesség
A település népességének változása:
| Lakosok száma | 517  | 492  | 516  | 493  | 496  | 500  | 503  | 501  | 498  |
|               | 2013 | 2015 | 2016 | 2017 | 2018 | 2019 | 2020 | 2021 | 2022 |